# Pamphylius Sinus
Pamphylius Sinus, o també Pamphylium Mare (en grec antic Παμφύλιος κόλπος o Παμφύλιον πέλαγος) era i és una gran badia de la costa sud-oest d'Anatòlia que adopta la forma corbada de les costes de Lícia, Cilícia i Pamfília. Començava al cap Qelidonis i acabava al cap Anemurium. En parlen i la descriuen Estrabó, Agatèmer, Estobeu i altres. És la moderna badia d'Adàlia o Antalya.